# 사오리정
사오리정(佐織町)은 아이치현 서부 아마군에 있던 정이다. 현재의 아이사이시에 해당한다.

## 역사
1906년 가이사이군의 5개촌이 합병해 가이사이군 사오리촌이 되었다. 1913년에 가사이군과 가이토군이 합병해 아마군 사오리촌이 되었다. 1939년, 사오리촌이 정으로 승격해 사오리정이 되었다.
2005년 4월 1일, 아마군 다쓰타촌, 사야정, 하치카이촌, 사오리정이 합병해 아이사이시가 되었다. 합병후 인구는 65000명이 되었다. 새로운 시청은 사야정 사무소에 설치되었다

## 교통

### 철도
- 나고야 철도
  - 쓰시마선
  - 비사이선

### 도로
- 국도 제155호선